# قوانين سبتمبر 1983م
قوانين سبتمبر 1983م هي قوانين اصدرها الرئيس السوداني الأسبق جعفر محمد نميري، قام بموجبها بإعلان الشريعة الإسلامية وتنصيب نفسه إماما على المسلمين. ولقد ساعده في صياغتها وتنفيذها مجموعة من الإسلاميين على رأسهم الدكتور حسن الترابي (زعيم جبهة الميثاق سابقا/ورئيس الجبهة الإسلامية القومية لا حقا).
لم ترض قطاعات واسعة عن تلك القوانين وعارضتها، خصوصا وأنها قد عارضت الدستور وعارضت اتفاقية أديس أبابا التي وقعت بين الشمال والجنوب.
أشد معارض لها كان الأستاذ محمود محمد طه، وهو رئيس الحزب الجمهوري، ولقد أخرج منشورا عارض فيه تلك القوانين وأسماها (قوانين سبتمبر) بدلا عن (قوانين الشريعة الإسلامية) ولقد لاقت هذه التسمية قبولا واسعا وشاعت بين أفراد الشعب.
بذات القوانين حوكم الأستاذ محمود محمد طه بتهمة الردة-رغم أن القوانين لم تنص عليها-، وقطعت أوصال الكثيرين في السودان بتهمة السرقة أو الحرابة وجلدوا وصلب شخص واحد اسمه الواثق صباح الخير.
في محاكمته قال الأستاذ محمود محمد طه عن رأيه في تلك القوانين:
(«أنا أعلنت رأيي مرارا، في قوانين سبتمبر 1983، من أنها مخالفة للشريعة وللإسلام. أكثر من ذلك، فإنها شوهت الشريعة، وشوهت الإسلام، ونفّرت عنه. يضاف إلي ذلك أنها وضعت، واستغلت، لإرهاب الشعب، وسوقه إلي الاستكانة، عن طريق إذلاله. ثم إنها هددت وحدة البلاد. هذا من حيث التنظير. وأما من حيث التطبيق، فإنّ القضاة الذين يتولّون المحاكمة تحتها، غير مؤهلين فنيا، وضعفوا أخلاقيا، عن أن يمتنعوا عن أن يضعوا أنفسهم تحت سيطرة السلطة التنفيذية، تستعملهم لإضاعة الحقوق وإذلال الشعب، وتشويه الإسلام، وإهانة الفكر والمفكرين، وإذلال المعارضين السياسيين. ومن أجل ذلك، فإني غير مستعد للتعاون، مع أي محكمة تنكرت لحرمة القضاء المستقل، ورضيت أن تكون أداة من أدوات إذلال الشعب وإهانة الفكر الحر، والتنكيل بالمعارضين السياسيين».)
في 6أبريل من عام 1985م تم الإطاحة بالرئيس الأسبق جعفر نميري إثر ما يسمى بانتفاضة أبريل.
هنالك بعض الطوائف الحزبية دافعت عن تلك القوانين وتعتبرها قوانينا إسلامية، مثل جماعة أنصار السنة وجماعة الإخوان المسلمون. كما أن القاضي السابق المكاشفي طه الكباشي قد أخرج كتابا يدافع فيه عن تطبيق الشريعة في السودان.